# 日本石鹸洗剤工業会
日本石鹸洗剤工業会（にほんせっけんせんざいこうぎょうかい）英文名称Japan Soap and Detergent Association、略称JSDA）は、石鹸や洗剤などのメーカーと、それらの原料となる油脂製品のメーカーで構成される業界団体（生産者団体）。
紛らわしいが、関連団体の日本石鹸洗剤工業組合の場合は、主に中小企業メーカーで構成されるのに対し、日本石鹸洗剤工業会は花王やライオン株式会社を始めとして牛乳石鹸など大手企業が中心の団体。

## 概要
- 会長 - 掬川　正純　(ライオン株式会社 社長)
- 所在地 - 〒103-0027	東京都中央区日本橋3-13-11　油脂工業会館8階

## 沿革
- 大正15年 設立[3]
- 1947年 6月 油脂工業会連合会を設立。
- 1948年 5月 油脂工業会連合会解散。同月油脂工業協会を設立。
- 1955年 4月 日本油脂加工工業会と日本石鹸工業会とが合併し、日本油脂工業会と名称変更。
- 1961年 6月 日本家庭用合成洗剤工業会を設立。
- 1973年 4月 日本油脂工業会と日本家庭用合成洗剤工業会とが合併し、日本石鹸洗剤工業会と名称変更。現在に至る。